# Zbigniew Poręcki
Zbigniew Poręcki (ur. 1954) – polski aktor teatralny i lalkarz. W latach 1976–1978 pracował w Teatrze Guliwer, a następnie w latach 1978-1979 w Teatrze Reduta 77. Współpracował także z warszawskimi teatrami dla dzieci: Baj i Lalka oraz Teatrami Na Rozdrożu i Estrada Warszawska).
Najbardziej znany z roli Żaby Moniki z produkcji telewizyjnych TVP dla dzieci. Pracuje również w radiu i telewizji. Założyciel Kabarecików Żaby Moniki.

## Dubbing

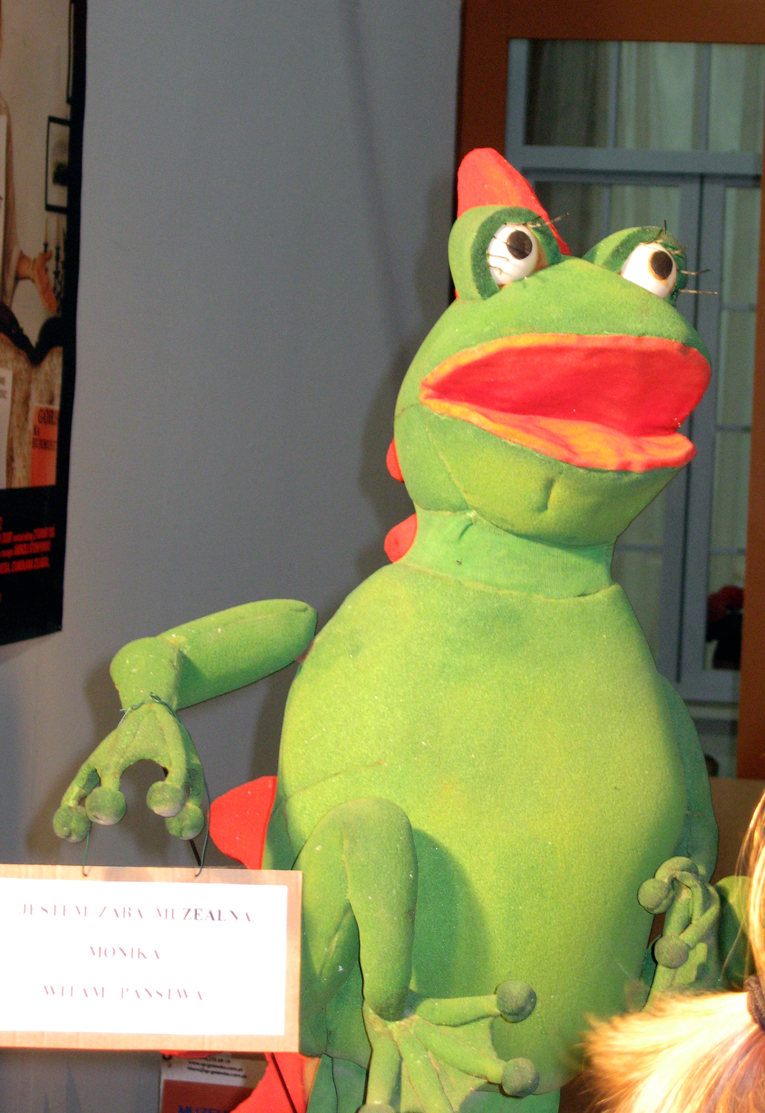
Żaba Monika

### Polskie produkcje
- 2006: Budzik – Żaba Monika[4]
- 1999: Odwrócona góra albo film pod strasznym tytułem – Foran[5]
- 1997–1999: Bardzo przygodowe podróże Kulfona –
  - Żaba Monika,
  - poszukiwacz złota #1 (odc. 1),
  - właściciel pisma fotograficznego (odc. 5)
- 1997: Film pod strasznym tytułem – Foran
- 1996–1997: Kulfon, co z ciebie wyrośnie? –
  - Żaba Monika,
  - kosmici z planety Zlewakomania (odc. 4),
  - pirat #1 (odc. 5)
- 1992–2000: Ciuchcia – Żaba Monika
- 1991–1992: Lizak – Żaba Monika
- 1992: Jacek i Placek –
  - zbój Kartofel,
  - zbój Łapiduch,
  - zbój Robaczek
- 1989: O dwóch takich, co ukradli księżyc[6] –
  - zbój Kartofel (odc. 4),
  - zbój Łapiduch (odc. 4),
  - zbój Robaczek (odc. 4)
- 1987: Mój Meksyk – lektor
- 1986: Bolek i Lolek na Dzikim Zachodzie – kominiarz
- 1986–1989: Wyprawy profesora Ciekawskiego – Żaba Monika

### Zagraniczne produkcje
- 1998: Lapicz, mały szewczyk
- 1998: Tomcio Paluch spotyka Calineczkę – Żółw
- 1998: Arka Noego (druga wersja dubbingowa) – król Szalo
- 1997: Wyspa skarbów – niski pirat
- 1993: Chip i Dale: Brygada RR –
  - pies Plato (odc. 41),
  - Pyrek (odc. 47),
  - szczur Snout (odc. 53),
  - Arnold Myszoneger (odc. 57)
- 1992: Kacze opowieści (pierwsza wersja dubbingowa) – Bubba jako geniusz (odc. 84)
- 1988 Zaproszenie na gwiazdkę –
  - Zwierzak,
  - Floy Pepper,
  - głowa Dwugłowego #2
- 1988: Wuzzle –
  - Bąbel,
  - Brat